# Jean-Luc Fafchamps
Pour les articles homonymes, voir Fafchamps.
Jean-Luc Fafchamps est un pianiste et compositeur belge né à Bruxelles en 1960.

## Biographie
Il est diplômé en musique du Conservatoire royal de Mons où il est actuellement professeur d'analyse musicale, et en Sciences économiques de l'Université catholique de Louvain.
Il est membre fondateur de l'Ensemble Ictus avec lequel il a assuré de nombreuses créations et interprétations des œuvres de Magnus Lindberg, Philippe Leroux, Benoît Mernier, Georges Aperghis, Jonathan Harvey, Luca Francesconi, Steve Reich, Thierry De Mey, des enregistrements et des tournées notamment lors des spectacles de la chorégraphe Anne Teresa De Keersmaeker. Il fut également membre du collectif Le Bureau des pianistes (1990, avec Laurence Cornez, Stephane Ginsburgh et Jean-Luc Plouvier).
Jean-Luc Fafchamps a obtenu le prix de la Tribune des jeunes compositeurs de l’Unesco en 1992.

## Sélection d'œuvres
- Back to the voice pour piano 1998 (10 min)
- Dynamiques deux pianos quatre mains 1989 (23 min)
- Souffle pour soprano, violon alto et deux harmoniums 1990 (10 min)
- Attrition pour octuor à cordes (double quatuor) 1991 (17 min)
- Quatuor pour deux pianos deux pianos huit mains 1992 (17 min)
- Der einsame pour voix seule 1992 (9 min) (sur un texte de R-M Rilke)
- Melencholia si... pour deux pianos et percussions 1994-96 (40 min)
- Comment une courbe... pour violon et ensemble de cordes 1996-97 (12 min)
- Neurosuite pour trio (violon, violoncelle et piano) 1996-98 (30 min)
- A garden pour quintette à vents 1998 (18 min)
- Bryce quintette à clarinette (clarinette et quatuor à cordes) 1998 (13 min)
- Eidophonia pour hautbois, piano, percussions et quintette à cordes 1998 (13 min) musique pour le film “Sur les bords de la caméra“ de Henri Storck
- Epitaphes pour voix et piano 1996, 1999 (12 min) (textes de M. Jennes)
- Ainsi une courbe pour violon et ensemble de cordes 1999 (12 min)
- Lettre Soufie : S pour ensemble 1999-2000 (11 min)
- Contre Mithra pour voix alto, violon alto, percussions et piano 2000 (10 min)
- Puisque le retour... pour soprano, violon, violoncelle et contrebasse 2000 (10 min) (textes d'Etienne Leclercq)
- Lettre Soufie : T pour ensemble 2000-2001 (12 min)
- Fragments de Vaisseau pour voix, clarinette, violon, alto, violoncelle, piano, percussion, guitare et basse électriques 2001-2002 (21 min)
- Lettre Soufie : D pour clarinette, percussions, piano et trio à cordes 2002 (12 min)
- Remix pour ensemble 2002-2003 (4 à 20 min)
- Les désordres de Herr Zoebius pour quatuor à cordes 1992-93|2001-2003 (30 min)
- Lettre Soufie : Z, pour alto, piano et électronique 2003 (13 min)
- Lettre Soufie : Z' , pour hautbois, piano, flute, clarinette, steel drum et quatuor à cordes 2009 (? min)

## Discographie
- Attrition, (Attrition, Dynamiques, Quatuor pour deux pianos, Der Einsame), Unclassical, Sub Rosa
- Melencholia si..., (Melencholia si..., A Garden), Unclassical, Sub Rosa
- Expériences de vol, (T, et œuvres de Toeplitz, Shea, Combier, Sollima, Feldhandler, Hourbette, Romitelli, Radulescu, Dazzi, Dessy, Tanaka et Ikeda), Art Zoyd, Musiques Nouvelles, Unclassical, Sub Rosa
- ...Lignes... (Les désordres de Herr Zœbius, Back to the voice, Bryce, Lettre Soufie: Z), Fuga Libera
- Back to…, Three pieces for piano by Stéphane Ginsburgh, Unclassical, Sub Rosa
- A Five-letter Sufi Word, Ensemble Ictus, Unclassical, Sub Rosa
- Gentle Electronics, Stephane Ginsburgh & Vincent Royer, Unclassical, Sub Rosa

## Filmographie (comme compositeur)
- 2017 : Insyriated, long-métrage de Philippe Van Leeuw

## Récompenses
- 2006 - Octave de la musique classique
- 2013 - Prix Snepvangers dans le cadre des Prix Caecilia[1]
- 2016 - Octave Musique contemporaine pour Gentle Electronics